# Bupleurum sibiricum
Bupleurum sibiricum là một loài thực vật có hoa trong họ Hoa tán. Loài này được Vest ex Spreng. mô tả khoa học đầu tiên năm 1820.